# La Porta dels Somnis
La Porta dels Somnis va ser un grup de pop-rock de Barcelona format per la Virgínia Martínez (veu), Jaume Saltor (guitarra) i Oriol Saltor (guitarra). La Virgínia escrivia les lletres i entre els tres componien la música. El primer disc, Como un indio a la tierra, es va editar en castellà i posteriorment va veure la llum en català: El meu món. El 2016 va anunciar la seva dissolució i va presentar un disc recopilatori de les seves cançons més representatives, anomenat Essencial.

## Discografia
- 2005: El meu món
- 2006: Entre nosaltres
- 2008: Tres
- 2009: Cinc anys
- 2010: Aire lliure
- 2012: Un far encès
- 2016: Essencial (DiscMedi)[1]